# Alan Busenitz
Alan Paul Busenitz (né le 22 août 1990 à Watkinsville, Géorgie, États-Unis) est un lanceur de relève droitier des Reds de Cincinnati. Il a auparavant joué pour les Diamondbacks de l'Arizona dans la Ligue majeure de baseball de 2017 à 2018.

## Carrière
Joueur des Owls de l'université d'État de Kennesaw, Alan Busenitz est choisi par les Angels de Los Angeles au 25e tour de sélection du repêchage de 2013. Dans les ligues mineures en 2015, Busenitz obtient des essais comme lanceur partant dans le niveau Double-A avec les Travelers de l'Arkansas, mais il est peu après retourné au niveau inférieur dans son rôle précédent de lanceur de relève pour les 66ers de l'Inland Empire.
Le 1er août 2016, les Angels de Los Angeles échangent Busenitz et le lanceur gaucher Hector Santiago aux Twins du Minnesota en retour des lanceurs droitiers Ricky Nolasco et Alex Meyer.
Alan Busenitz fait ses débuts dans le baseball majeur avec Minnesota le 17 juin 2017.